# Янгол-охоронець (фільм, 2014)
Янгол-охоронець, фр. L'Ange Gardien — квебекський фільм-нуар, який поставив режисер Жан-Себастьян Лорд в 2014 р.

## Сюжет
Норман — колишній поліцейський, який залишив службу після нервового зриву через сімейну трагедію, однак підтримує добрі стосунки з колишніми колегами. Тепер він працює нічним охоронцем в офісному хмарочосі. Одного разу ввечері він застає за крадіжкою пару молодих людей, Наталі і Гілена, і переслідує їх, але вони втікають.
Через певний час, до його подиву, Наталі починає відвідувати його в будівлі по ночах, очевидно, у пошуках притулку; при цьому з незрозумілих причин вона не бажає повертатися в сім'ю, де її чекає маленька дочка.

## В ролях
- Гі Надон — Норман, охоронець
- Марілін Кастонге — Наталі, злодійка
- Патрік Івон — Гілен, злодій
- Бокім Вудбайн — Джексон, детектив